# San Benedetto-markt
De San Benedetto-markt is een grote overdekte markt in Cagliari (Sardinië) waar etenswaren worden verkocht.
De markt verkoopt op de begane grond groente, vlees, kaas en brood en in het souterrain vis. Vanwege de omvang van het visgedeelte wordt de markt ook wel beschouwd als een vismarkt.

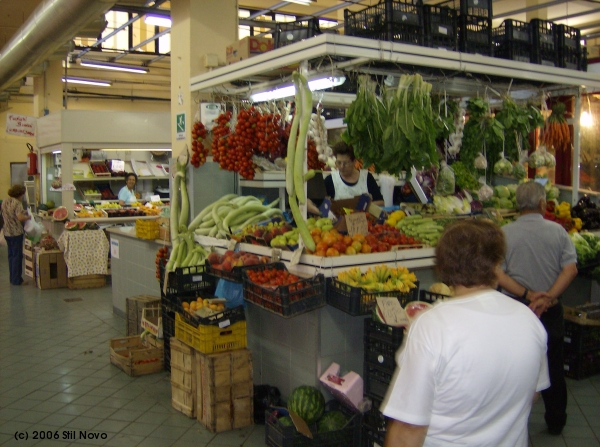
Groente en fruit op de San Benedetto-markt in Cagliari
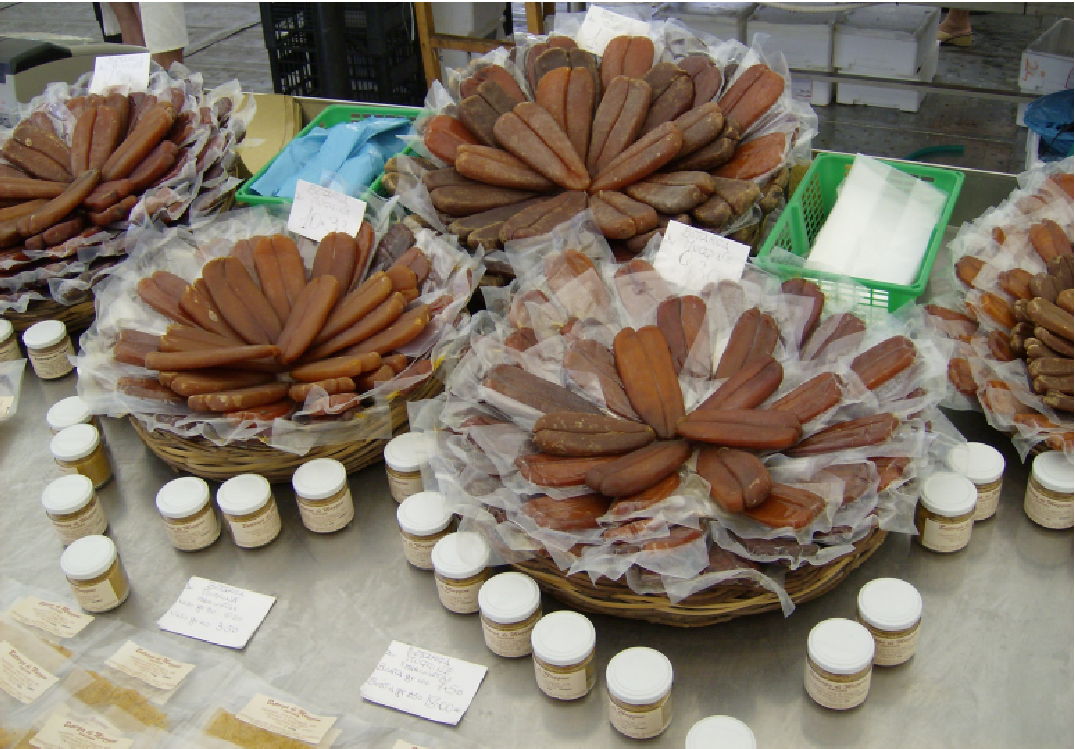
Bottarga op de San Benedetto-markt in Cagliari
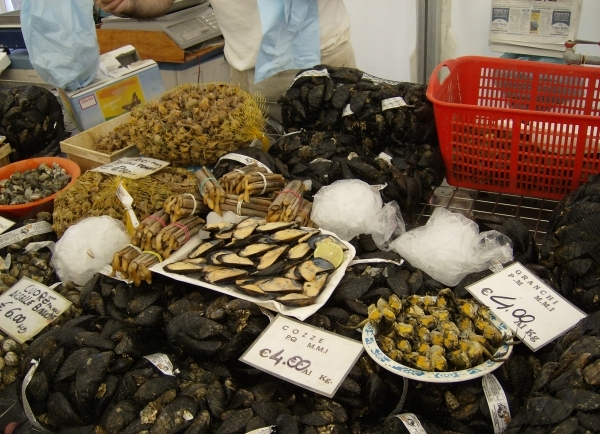
Mosselen op de San Benedetto-markt in Cagliari
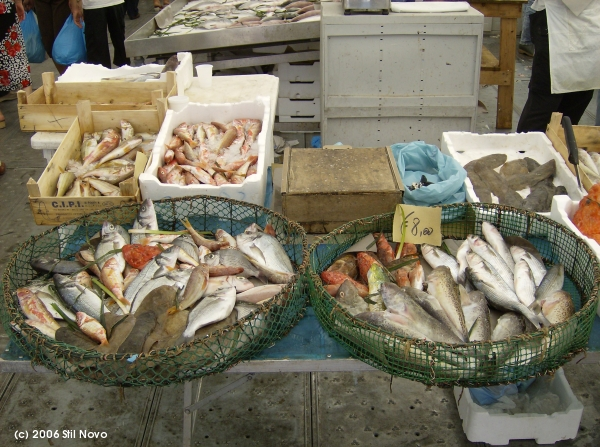
Vis op de San Benedetto-markt in Cagliari
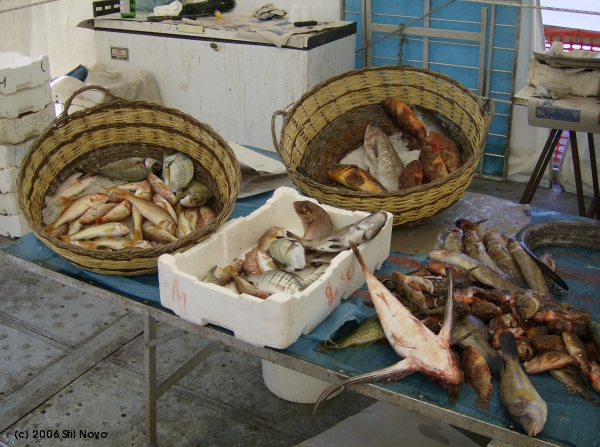
Vis op de San Benedetto-markt in Cagliari
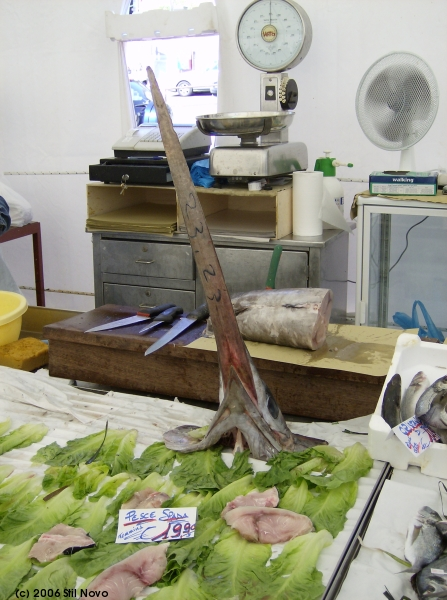
Zwaardvis op de San Benedetto-markt in Cagliari